# Ramses Bier
Ramses Bier is een Nederlandse microbrouwerij die in 2007 werd opgericht door Ramses Snoeij. De brouwerij is gevestigd in Hooge Zwaluwe. Snoeij wordt erkend als een pionier op het gebied van speciaalbier in Nederland vanwege zijn vroege betrokkenheid.

## Geschiedenis
Ramses Snoeij ontwikkelde zijn interesse in bier in Dongen in gasterij Den Hamse Bok, die beheerd werd door zijn moeder en stiefvader. Op zijn zeventiende verhuisde hij naar zijn vader in de Verenigde Staten, waar hij in aanraking kwam met lokale microbrouwerijen. Rond 1990 brouwde hij in Oregon zijn eerste bier.
Na zijn terugkeer in Nederland studeerde hij biologie en volgde hij een opleiding in natuur- en milieueducatie. Later werkte hij als beleidsmedewerker Natuur en Milieu Educatie bij de gemeente Schiedam. In 2007 startte Snoeij zijn onderneming onder de naam Ramses Bier en brouwde hij als gastbrouwer bij Brouwerij De 3 Horne in Kaatsheuvel. Datzelfde jaar bracht hij zijn eerste commerciële brouwsel op de markt, genaamd Willem Bever. In februari 2013 opende hij zijn eigen brouwerij in Hooge Zwaluwe.
Eind oktober 2020 brak er brand uit in de brouwerij in Hooge Zwaluwe. Een heftruck brandde af, wat leidde tot aanzienlijke roetschade aan de hal. De ketels en de installatie bleven echter gespaard. Het brouwproces lag hierdoor twee maanden stil. In mei 2021 werd Snoeij opnieuw getroffen door brand, dit keer in zijn woning in Breda. Na deze incidenten ontving Snoeij steun van onder andere Scheldebrouwerij, vandeStreek en Het Bierhuis in Breda.
Naast zijn werk als brouwer werd Snoeij in 2019, samen met Brouwerij Bliksem, mede-eigenaar van het proeflokaal BRACK in het Havenkwartier van Breda. Op 2 september 2023 werd echter besloten dit proeflokaal permanent te sluiten.

## Bieren

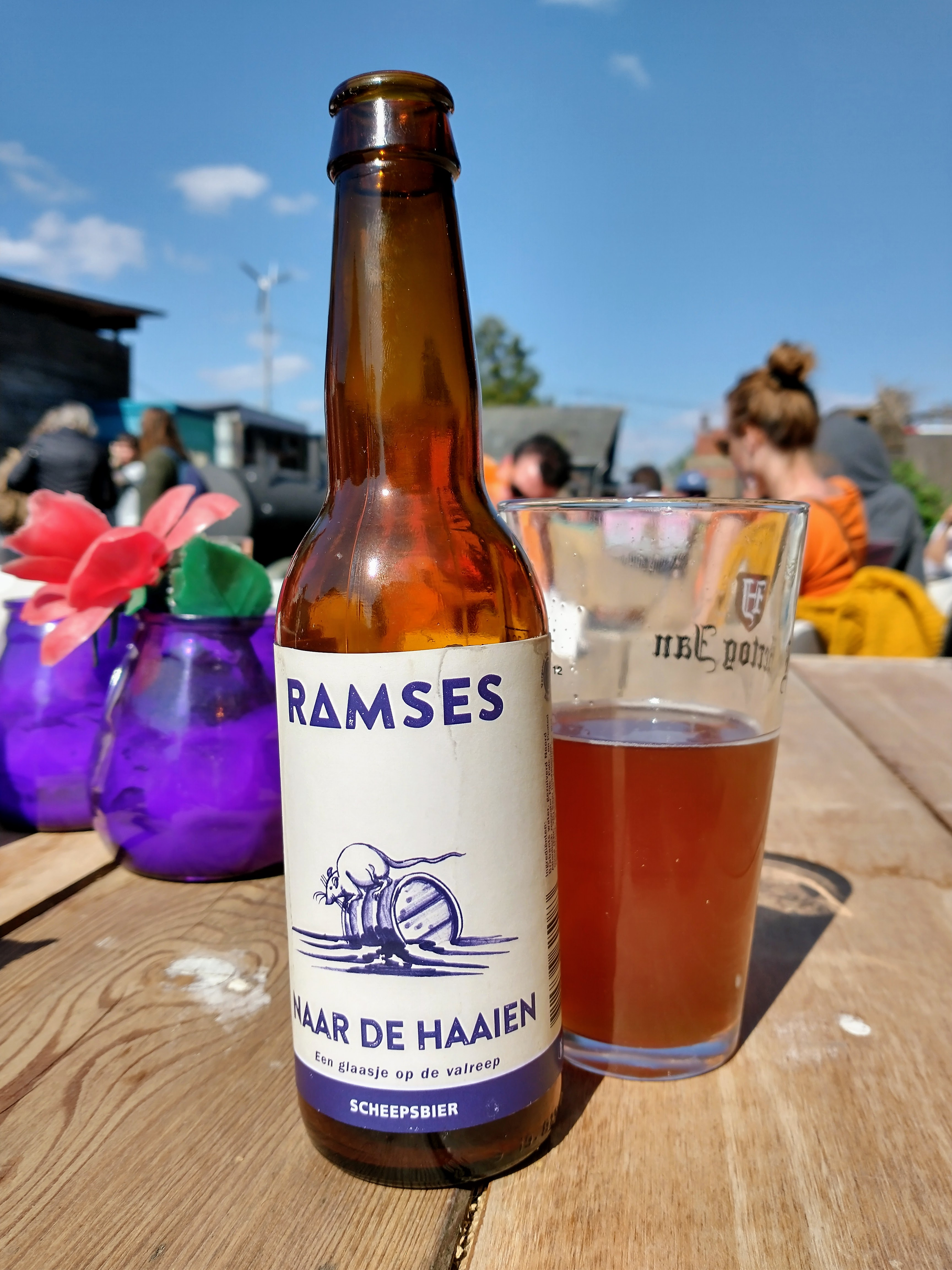
Een fles Naar De Haaien van Ramses

Ramses Bier kenmerkt zich door het gebruik van "single hop" in de meeste van zijn bieren, wat betekent dat er slechts één hopsoort per brouwsel wordt gebruikt. De bieren van Ramses zijn geïnspireerd op de Amerikaanse stijl en kenmerken zich door een fris en hoppig karakter, gebaseerd op de ervaring die Snoeij in de Verenigde Staten opdeed. Vrijwel elk bier draagt een dierennaam, een verwijzing naar Snoeijs achtergrond als bioloog.

### Assortiment
Het assortiment van Ramses Bier omvat onder andere:
- Antenne Tripel, Belgische tripel
- Bloedzuiger, Meibock met bloedsinaasappel
- Den Dorstige Tijger, single hop IPA
- De Gouden Adelaar, Mexicaanse lager
- Illimani Espresso Porter, porter met koffie, vanille en cacao
- Koele Kikker, amber
- Luiaard, single hop IPA met CBD-extract
- Naar De Haaien, scheepsbier, of gerookte IPA
- Stout Met Hout, imperial stout
- We Are Hop, Double IPA
- Zwaluws Nat, weizen

De 3 Horne · Bavaria · De Beyerd · Brouwerij Bliksem · Bourgogne Kruis · Budelse Brouwerij · Sint Christoffel · Dommelsche Bierbrouwerij · Frontaal · Gradus Nikkelen · Heineken Nederland · Heusden · D'n Hopper · Stadsbrouwerij van Kollenburg · De Koningshoeven · Het Levenswater · Liefde · Bierbrouwerij De Magistraat · Huisbrouwerij Mieghelm · Moerenburg · Muifelbrouwerij · Oijen · Oirschots Bier · Onrooise Bierbrouwerij · De Pimpelmeesch · Ramses Bier · Rebels Bierbrouwerij · Reuzenbieren · Museumbrouwerij De Roos · Sint Servattumus